# Supergirl (piosenka)
Supergirl piosenka napisana przez Karę DioGuardi, Grega Wellsa i nagrana przez Hilary Duff na jej czwarty album, Most Wanted (2005). Jest to ekskluzywna ścieżka Collector's Signature Edition i została wydana jako jej trzeci singel w 2006 r. w Stanach Zjednoczonych. Początkowo piosenka miała być wydana wraz z teledyskiem, Duff powiedziała MTV News: "Naprawdę chciałabym nakręcić kolejny teledysk; nigdy przedtem nie miałam trzech singli na jednym albumie i miałam tyle zabawy przy kręceniu 'Beat of My Heart', ale jeszcze nie. Trudno jest znaleźć czas aby to wszystko zrobić"
Singel został wydany 28 lutego 2006 jako mp3 do legalnego ściągnięcia z iTunes Music Store w Stanach Zjednoczonych, piosenka została użyta w marcu 2006 do reklamy telewizyjnej Candie's, w której uczestniczyła Duff.